# 納丁·巴羅
納丁·巴羅（英語：Nadine G. Barlow，1958年—），美國女性行星科學家，現任教於北亞利桑那大學物理與天文學系。現職是該系副系主任，並且是該校 NASA 太空輔助計畫主任，以及亞利桑那太空輔助聯盟副主任。

## 經歷
巴羅是亞利桑那大學行星科學博士。她曾任教於帕洛瑪學院、休士頓大學清湖分校（University of Houston–Clear Lake）、中佛羅里達大學，現任教於北亞利桑那大學。她也曾經在林顿·约翰逊太空中心、月球與行星研究所、美國地質調查局位於亞利桑那州旗竿鎮的太空地質學研究計劃進行研究。她還是中佛羅里達大學在奧蘭多羅賓遜天文台的首任台長。
巴羅曾經參與數個 NASA 的月球與行星探測任務，研究重點包含：
- 火星中央峰撞擊坑
- 火星阿拉伯高地富含揮發性物質地層研究
- 月球撞擊坑地理資訊系統資料庫
- 木衛三撞擊坑地貌分析
- 火星撞擊坑地理資訊系統資料庫與工具
- 火星撞擊坑地貌與形態測量

巴羅被認為是世界上研究火星的最頂尖科學家之一。

## 獎項與榮譽
巴羅在2002年獲得中佛羅里達大學大學部教學傑出獎、2002-03年帕洛瑪社區學院傑出校友。小行星15466於1999年以她的姓氏命名。

## 代表性著作
- Mars: An Introduction to its Interior, Surface, and Atmosphere ISBN 978-0521852265 (2008)
- Space Sciences ISBN 002865546X (co-editor, 2002)
- Encyclopedia of Earth Sciences ISBN 0028830008 (co-editor, 1996)

## 外部連結
- Nadine Barlow’s Northern Arizona University webpage （页面存档备份，存于）
- NASA Solar System Exploration Profile: Nadine Barlow （页面存档备份，存于）
- Women in Planetary Science: Meet Nadine Barlow （页面存档备份，存于）